# Reprezentacja Serbii U-21 w piłce nożnej mężczyzn
Reprezentacja Serbii U-21 w piłce nożnej – młodzieżowa reprezentacja Serbii sterowana przez Serbski Związek Piłki Nożnej. Dwa razy zajmowała drugie miejsce na Mistrzostwach Europy U-21, w 2004 i 2007 roku.
Od 1994 do 2002 roku reprezentacja Serbii na arenie międzynarodowej występowała jako Jugosławia i reprezentowała Federalną Republikę Jugosławii. W 2003 roku została ona zastąpiona przez reprezentację Serbii i Czarnogóry, a pod obecną nazwą – reprezentacja Serbii występuje od 2006 roku.

## Bieżące rozgrywki
Reprezentacja Serbii U-21 uczestniczyła w Mistrzostwach Europy, które odbyły się w 2019 roku we Włoszech i San Marino. Zakończyła je na fazie grupowej.

## Występy w ME U-21
- 1998: Nie zakwalifikowała się (jako FR Jugosławii)
- 2000: Nie zakwalifikowała się (jako FR Jugosławii)
- 2002: Nie zakwalifikowała się (jako FR Jugosławii)
- 2004: Drugie miejsce (jako Serbia i Czarnogóra)
- 2006: Półfinał (jako Serbia i Czarnogóra)
- 2007: Drugie miejsce (jako Serbia)
- 2009: Runda grupowa
- 2011: Nie zakwalifikowała się
- 2013: Nie zakwalifikowała się
- 2015: Faza grupowa
- 2017: Faza grupowa
- 2019: Faza grupowa

## Trenerzy
| Lata      | Trener                  |
| --------- | ----------------------- |
| do 2004   | Vladimir Petrović Pižon |
| 2004-2005 | Milorad Kosanović       |
| 2005-2006 | Dragan Okuka            |
| 2006-2007 | Miroslav Đukić          |
| 2007-2009 | Slobodan Krčmarević     |
| 2009-2010 | Ratomir Dujković        |
| 2010      | Tomislav Sivić          |
| 2010-2012 | Aleksandar Janković     |
| 2013-2014 | Radovan Ćurčić          |
| 2015      | Mladen Dodić            |
| 2015-2017 | Tomislav Sivić          |
| od 2017   | Nenad Lalatović         |